# جنایت بی‌نقص (فیلم ۱۹۲۸)
جنایت بی‌نقص (انگلیسی: The Perfect Crime) یک فیلم جنایی درام به کارگردانی برت گلنن است که در سال ۱۹۲۸ منتشر شد.

## گزیدهٔ بازیگران
- کلیو بروک
- آیرین ریچ
- اتل ویلز
- کرول نای
- ادموند بریس
- جیمز فارلی
- تالی مارشال
- لین آورمن